# SWEDAC
Styrelsen för ackreditering och teknisk kontroll (SWEDAC, deutsch Schwedische Behörde für Akkreditierung und Konformitätsbewertung) ist die nationale Akkreditierungsstelle, die Laboratorien, Zertifizierungs- und Inspektionsstellen in Schweden akkreditiert.
Sie ist eine schwedische Verwaltungsbehörde, die dem schwedischen Außenministerium untersteht. Sitz der Behörde ist Borås. Sie ist auch für die Vorschriften und die Überwachung im Bereich der gesetzlichen Metrologie und die Überwachung der Edelmetallverarbeitung zuständig. Sie wurde 1989 gegründet und geht auf das Sveriges Tekniska Forsknigsinstitut zurück. Sie wird von einem Generaldirektor geleitet und finanziert sich über Gebühren und durch staatliche Zuschüsse (12 Prozent).